# Blague newfie
Une blague de newfie (en anglais : Newfie joke) est un type de blague dans la culture populaire du Canada prenant pour objet de moquerie les Terre-Neuviens.

## Newfie et culture populaire
Un Newfie est quelqu'un originaire de Terre-Neuve, qui se dit en anglais Newfoundland. C'est une déformation de Newfoundlanders,  gentilé anglais des Terre-Neuviens. La culture populaire canadienne utilise parfois la caricature du Newfie en tant que  benêt comme procédé comique. Comme les blagues sur d'autres catégories de personnes (les blondes, les Écossais, etc.) les blagues de newfies s'appuient sur des stéréotypes ou des caractères prêtés aux personnes à propos de qui la blague est censée faire rire. Dans le cas des blagues sur les Newfies, c'est souvent la bêtise ou la paresse supposée des terre-Neuviens qui est mise en avant. Le Newfie est alors semblable au  redneck des blagues américaines. 
Les blagues newfies sont particulièrement connues dans l'Ouest canadien.

## Origine
Les Newfie jokes, blagues ethniques typiquement canadiennes, sont racontées au Canada depuis l'époque de la faillite du gouvernement du Dominion de Terre-Neuve, lors de la Grande Dépression.  À ce moment-là, Terre-Neuve n'était pas encore une province canadienne, mais un dominion britannique plutôt isolé géographiquement et relativement dépourvu de ressources.  Les blagues dépeignent presque toujours les Terre-Neuviens comme stupides, paresseux ou les deux à la fois. Plusieurs de ces blagues sont identiques aux blagues ethniques racontées à propos d'autres groupes.
Terre-Neuve fut la dernière province à entrer dans la confédération canadienne et les choix et comportements politiques et sociaux des Terre-Neuviens étonnent parfois les autres Canadiens.

## Usage controversé
Les termes « Newf » et « Newfie » sont des mots d'argot canadien dont l'usage n'est pas exclusif aux blagues newfies, bien que celles-ci aient contribué à leur popularisation.  Bien que ces termes ne soient pas nécessairement péjoratifs, tout dépend de l'intention et de la façon dont ils sont utilisés et ils peuvent le devenir dans certains contextes ou dans certaines blagues newfies.
L'usage explicitement péjoratif du terme se retrouve de façon particulière dans des régions du Canada telles l'Alberta où un nombre important de Terre-Neuviens ont immigré pour des raisons économiques.
Dans les années 1970, le gouvernement de l'Alberta, le considérant comme péjoratif, a placé le terme « Newfie » sur une liste de mots qu'il était interdit d'utiliser sur les plaques d'immatriculation personnalisées de véhicules automobiles.  En 2006, un citoyen en a appelé de cette décision et le gouvernement a retiré le mot de la liste.
L'équivalent utilisé par les Français métropolitains serait les blagues sur les Belges.